# 三村勝和
三村勝和（三村マサカズ，1967年6月8日—），日本男性搞笑藝人、主持人。搞笑組合SUMMERS成員，吐槽擔當，搭檔是大竹一樹。所屬經紀公司是Horipro。有「關東第一吐槽王」的美稱。
三村勝和是原名，1997年藝名改為與原名讀音相同的。